# Guatteria flexilis
Guatteria flexilis este o specie de plante angiosperme din genul Guatteria, familia Annonaceae, descrisă de Robert Elias Fries. Conform Catalogue of Life specia Guatteria flexilis nu are subspecii cunoscute.